# Die Rückkehr der Zeitmaschine (1984)
Die Rückkehr der Zeitmaschine ist ein dystopischer Fernsehfilm nach einem Drehbuch von Günter Kunert. Die Erstausstrahlung erfolgte am 30. September 1984 in der ARD.

## Handlung
Berlin, Oktober 1925. In einem Antiquitätengeschäft entdeckt der Internist Dr. Beilowski zufällig einen Apparat, den er als die Zeitmaschine aus dem Roman von H. G. Wells identifiziert. Um die Maschine in seinem Wohnzimmer zu testen, schickt er seine Hausangestellte Amanda nach Neuruppin, wo sie ihre Mutter besuchen soll. Die Maschine sei ein Röntgenapparat und sehr gefährlich; er müsse jedoch als Wissenschaftler das Risiko eines Versuchs eingehen.
Beilowski stellt die Maschine seinen Freunden Professor Danzke und Ingenieur Pfeil sowie seinem Schwager Dr. Risolani vor. Danzke ist Historiker und Reichstagsabgeordneter der Partei für unaufhaltsamen Fortschritt PUF, steht aber einer Zeitreise zunächst skeptisch gegenüber wie auch der Psychiater Risolani, da es keine Garantie für eine Rückkehr gibt. Der Ingenieur Pfeil ist lediglich am technischen Fortschritt interessiert; ihn bewegt nur die Frage, wie wohl in hundert Jahren Fahrradgepäckträger konstruiert werden könnten. Letztlich ist keiner der vier Akademiker bereit, das Risiko einer Zeitreise einzugehen, so dass das Unternehmen daher schon im Ansatz zu scheitern droht.
Da erinnert sich Pfeil seines Werkmeisters Wernesberger, der ihm im Ersten Weltkrieg in der Schlacht um Verdun als Meldereiter gedient hat – während er selbst zugegebenermaßen eher in der zweiten Reihe stand. Nach einigem Zögern ist Wernesberger bereit in das Jahr 2025 zu reisen. Während sich Danzke für die gesellschaftlichen Verhältnisse in der Zukunft interessiert, ist Beilowski wegen seiner eigenen Herzerkrankung nur an entsprechenden Medikamenten und Pfeil weiterhin nur an Gepäckträgern interessiert. Risolani bleibt skeptisch, da er Wechselwirkungen zwischen Zukunft und Vergangenheit nicht ausschließen kann.
Vorsichtshalber gibt Beilowski Wernesberger seinen Revolver mit, mit dem er schon in Deutsch-Südwestafrika den Hereros und Hottentotten „Beine gemacht“ hat. Außerdem erhält der Futuronaut unsinnigerweise einen Tropenhelm, obwohl klar ist, dass die Maschine nur in der Zeit reist und nicht ihren Standort wechseln wird. Nach der Inbetriebnahme wird die Zeitmaschine mit Wernesberger durchsichtig und verschwindet.
Als sie wieder erscheint, sitzt in der Maschine statt Wernesberger ein ca. 45 Jahre alter Mann, der verletzt und völlig erschöpft ist und von Beilowski behandelt werden muss. Er heißt Morges und spricht Deutsch mit einem fremdartigen Akzent. Laut seinem Ausweis ist er am 5. Februar 1976 geboren. Beilowski erkennt, dass Morges Verletzung durch eine Schusswaffe hervorgerufen wurde, so dass der Verdacht besteht, dass die Zeitmaschine gestohlen wurde und Morges dabei von Wernesberger angeschossen wurde. Doch Morges behauptet, die Maschine leer vorgefunden zu haben. Pfeil ist entsetzt; Wernesberger ist sein wichtigster Mitarbeiter, außerdem verheiratet und Vater zweier Kinder.
Risolani macht Morges mit Hilfe von Hennessy-Cognac gesprächig. Im Jahr 2025 gibt es keine Vögel mehr; Morges nennt sie die „ehemaligen Bewohner der Luft“, die er nur aus dem „Palast der Zoologie und Botanik“ kennt. Pflanzen rufen die Neugier des Futuronauten hervor. Befragt zur staatlichen Ordnung stellt sich heraus, dass Morges in der Verwaltungseinheit Bastonia 2 mit der Hauptstadt Mobutonia (Anspielung auf Mobutu Sese Seko) lebt. Bastonia 2 ist das Tochterland von Bastonia 1, das offenbar in Afrika liegt und wo nur „Dunkelfarbige“ leben. Beilowski ist entsetzt, doch Morges erklärt ihm, dass sie alle Neger sind. Als Beilowski seine Hautfarbe untersucht und ihm erklärt, dass er hundertprozentig weiß sei, reagiert Morges empört; „seine Person“ sei „selbstverständlich“ ein Neger. Die Bewohner von Bastonia 2 seien Neger aus Überzeugung; die unterschiedliche Hautfarbe habe keine Bedeutung: „Bastonien ist Bastonien“.
Zu Beilowskis großer Freude stellt sich heraus, dass Morges eine Art Apotheker ist. Als er wissen will, wie es 70-Jährigen in der Zukunft geht, gibt Morges an, keine Menschen dieser Altersgruppe zu kennen. Mit Beginn des 50. Lebensjahres „benötigen“ Menschen das Medikament 100-11, was zu einem „normalen Abgang“ führt. Beilowski ist schockiert; Risolani konstatiert nüchtern, dass er schon immer den Eindruck gehabt habe, über sehr dünnes Eis zu laufen. Nun ahne er, dass wohl auch die „Zukünftigen“ darin eingebrochen sind.
Mit dem Begriff „Gott“ kann Morges nichts anfangen; er hält ihn für eine Art „Spezialmaschine“, die über alle Daten verfügt und das Schicksal von Menschen steuert: So ein Gott sei auch ihr Gott. Beilowski ist erneut schockiert. Risolani wundert sich nur über das Wundern seines Schwagers – nach all dem, was ihre Generation im Krieg erlebt hat.
Die Frage nach seiner Schussverletzung macht Morges sichtlich nervös; Pfeil besteht auf einer Aufklärung des Verschwindens von Wernesberger. Bei einem Gang zur Toilette entkommt Morges durchs Fenster. Er bewundert die Natur im Garten von Beilowskis Villa, spielt mit einer Kaulquappe, bewundert eine Eule. Offenbar hat er nicht die Absicht, in die Zukunft zurückzukehren, denn er hat Risolani verraten, dass er 49 Jahre alt ist und im nächsten Jahr, also 2026, sterben muss.
Doch Morges wird gefangen und gezwungen, in die Zukunft zurückzukehren. Pfeil gibt ihm einen Brief für Wernesberger mit. Er soll zusammen mit Morges wieder in das Jahr 1925 zurückkehren. Doch die Zeitmaschine bleibt verschwunden. Risolani macht Beilowski schwere Vorwürfe. Die Reise in die Zukunft sei Wahnsinn gewesen. Er selbst hätte damit in die Vergangenheit reisen sollen, um die Fehlkonstruktion Mensch zu verbessern, ihn neu zu schaffen. Beilowski, Danzke und Pfeil hätten die Prüfung zur Nutzung der Zeitmaschine nicht bestanden, sie seien Narren.
Amanda kehrt zurück und findet im Wohnzimmer ein Trümmerfeld vor. Sie vermisst den angeblichen Röntgenapparat. Am Telefon meldet sich Wernesbergers Frau, die ihren Mann vermisst.

## Kritik
Ein intelligent gemachtes, unterhaltsames Fernsehspiel.

## Überlieferung
Der Film wurde 2011 von Pidax auf DVD ediert.